# آشاغی‌ینیجه (دازقری)
آشاغی‌ینیجه (به ترکی استانبولی: Aşağıyenice) یک منطقهٔ مسکونی در ترکیه است که در دازقری واقع شده‌است.